# Spherillo nepalensis
Spherillo nepalensis är en kräftdjursart som beskrevs av Albert Vandel1973. Spherillo nepalensis ingår i släktet Spherillo och familjen Armadillidae. Inga underarter finns listade i Catalogue of Life.